# Palau Comtes de Berenguer
El Palau Comtes de Berenguer, Molí de Benages o Cal Comte és un edifici del municipi de Bescanó (Gironès) protegit com a bé cultural d'interès local.

## Descripció
El palau dels comtes de Berenguer també conegut com a molí de Benages és una casa senyorial formada per diferents cossos adossats. Consta de planta, pis i segona planta. La coberta és de teula àrab a doble vessant. Les obertures del primer pis són balcons amb baranes de ferro, en algun cas n'hi dos de junts i d'altres independents. A la segona planta hi ha finestres allargades. En un costat s'obre un pas a través de l'edifici en forma d'arc rebaixat. En aquest mateix costat hi ha un cos que sobresurt en forma de torratxa.
La capella-mausoleu adossada a la casa és un edifici de planta circular amb absis i dues capelles laterals. Està coberta amb cúpula rebaixada. A la part alta del mur s'obren quatre finestres d'arc de mig punt amb columnes que s'alternen amb 4 fornícules. Les capelles contenen les tombes de la família Berenguer. A l'exterior el perímetre és recorregut per dents de serra i arcuacions llombardes. El campanar d'espadanya s'aixeca al costat dret. La façana és un cos rectangular que repeteix els motius decoratius i té una portalada d'arquivoltes de mig punt. La interessant construcció utilitza elements propis de la tipologia del romànic però interpretant-los de manera diferent

## Història
L'origen d'aquesta casa es remunta al 1603. Durant el segle xviii, el mas va ser el centre administratiu de les propietats feudals heretades pels Benages. Al segle xix l'edifici és reformat i de llavors ençà és conegut com cal Comte.
La capella fou bastida, per exprés desig de la comtessa Dolors de Llobet, per acollir les despulles del comte, Joaquim de Berenguer i de Camps de Benaiges, que morí 1879. Actualment es troba en un estat d'abandonament lamentable i amenaça ruïna, ja que ja cedit part de la coberta.